# فرانسیس ادوارد فاراگو
فرانسیس ادوارد فاراگو (انگلیسی: Francis Edward Faragoh؛ ۱۶ اکتبر ۱۸۹۸ – ۲۵ ژوئیهٔ ۱۹۶۶) یک فیلم‌نامه‌نویس اهل ایالات متحده آمریکا بود.

## فیلم‌شناسی
- سزار کوچک (۱۹۳۱)
- مرد آهنی (۱۹۳۱)
- فرانکنشتاین (۱۹۳۱)
- کلاه، کت و دستکش (۱۹۳۴)
- بکی شارپ (۱۹۳۵)
- بانویی از لوئیزیانا (۱۹۴۱)